# Hipòtesi Nèmesi
Nèmesi és una hipòtesi astronòmica que sustenta la possibilitat que el nostre Sol formi part d'un sistema binari. En aquest sistema, l'estel company del Sol —encara no descobert— s'anomenaria Nèmesi (la dea grega de la retribució i la venjança) pels efectes catastròfics que produiria en pertorbar periòdicament el núvol d'Oort.
Segons aquesta hipòtesi, el nostre Sol —igual que el 50% dels estrelles de la galàxia— formaria part d'un sistema binari. El seu altre focus seria una estel apagat ("mort"), una nana marró, o un petit forat negre, anomenat Nèmesi, que orbitaria entre 1 i 3 anys llum de la seva parella. Cada 26 a 34 milions d'anys, Nèmesi passaria prop o entraria en el núvol d'Oort, desestabilitzant-lo i llançant pluges de grans cometes en direcció del Sol, cosa que explicaria l'aparent periodicitat dels grans impactes i les extincions associades (confirmada pel registre fòssil i els estrats geològics d'iridi, un metall extraterrestre). També existeixen alguns mesuraments magnetomètrics i altres indicis que afavoririen aquesta suposició. No obstant això, el fet de no haver-se registrat un camp gravitatori associat a l'estel posa en dubte la teoria.

## Desenvolupament de la hipòtesi
La hipòtesi Nèmesi va sorgir en un article de recerca publicat per R. A. Muller (físic de la Universitat de Califòrnia a Berkeley), Piet Hut (físic de l'Institut d'Estudis Avançats de Princeton) i Mark Davis (Princeton) en la revista Nature (vol 308, p. 715-717, 1984). Nèmesi seria, segons aquest article, un estel fosc i petit, tal vegada una nana marró o nana roja, amb una òrbita de desenes, centenes o fins a milers de vegades més distant que la de Plutó.
El 1985, Whitmire i Matese, de la Universitat de Louisiana, van suggerir que Nèmesi podria ser un petit forat negre.
Des d'aquestes dates, la hipòtesi apareix i desapareix periòdicament en els mitjans de comunicació o en la comunitat científica, essent de vegades ridiculitzada i de vegades sustentada. Els científics majoritaris oscil·len entre l'escepticisme i el vague interès, encara que hi ha un grup que hi dona suport de manera més o menys discreta. Tanmateix, roman una hipòtesi "poc reconeguda".
A l'octubre de 1999, l'astrònom britànic John Murray va anunciar haver descobert un desè planeta, que va anomenar Nibiru (no confongueu amb el planeta Nibiru proposat per Zecharia Sitchin), i que per les seves característiques seria assimilable a Nèmesi, mentre estudiava uns estels en els marges del sistema solar. Segons Murray, el nou planeta o estel company giraria al voltant del Sol a una distància 1.000 vegades més llunyana que Plutó, si bé una tal descoberta teòrica no va poder finalment ser verificat.
Al començament de 2000, un equip d'astrònoms dels EUA va calcular que l'estel fosc, en cas d'existir, podria ser una nana marró, en coincidència amb les afirmacions de John Matese, de la Universitat de Lousiana, que aquell mateix any va estudiar les òrbites de vuitanta-dos cometes del núvol d'Oort, afirmant que llurs òrbites tenien alguns elements estranys en comú que només es podien explicar per la influència gravitacional d'un objecte de diverses vegades la grandària de Júpiter. Segons la seva hipòtesi, el nou planeta estaria 30.000 vegades més lluny del Sol que la Terra, i faria la seva òrbita entorn del Sol en el sentit oposat del dels altres membres del sistema solar.
Murray va calcular una òrbita que acabaria cada volta en uns sis milions d'anys i va estimar la seva distància al Sol en gairebé cinc bilions de quilòmetres. Nogensmenys, tampoc les seves tesis no han pogut ser demostrades.
El més probable és que Nèmesi no existeixi, però fins al present no s'ha pogut rebutjar amb certitud total; és per tant un altre objecte hipotètic del sistema solar.